# En plein Bataclan
Albums de Jacques Higelin
Amor Doloroso
(2006) Coup de foudre
(2010)
En plein Bataclan  est le huitième album live de Jacques Higelin, enregistré au Bataclan et sorti le 7 décembre 2007.

## Titres CD
| No  | Titre                                         | Durée |
| --- | --------------------------------------------- | ----- |
| 1.  | Je veux cette fille 05:58                     |       |
| 2.  | Ice dream 03:32                               |       |
| 3.  | Tombé du ciel 05:07                           |       |
| 4.  | Prise de bec 04:30                            |       |
| 5.  | Lettre à la petite amie de l’ennemi N°1 04:15 |       |
| 6.  | Denise 02:48                                  |       |
| 7.  | Cigarette 08:10                               |       |
| 8.  | Crocodaïl 10:10                               |       |
| 9.  | Ici c’est l’enfer 05:58                       |       |
| 10. | Queue de paon 10:41                           |       |
| 11. | L’hiver au lit à Liverpool 02:41              |       |
| 12. | J’t'aime telle 05:24                          |       |
| 13. | Pars 05:54                                    |       |

Sont intervenus :
- Dominique Mahut : réalisation et direction artistique
- Enregistré en public au Bataclan par Benoît Gilg assisté de Raphaël François et Aymeric Chauvière les 18 et 19 octobre 2007
- Mixé au studio Flam (Paris) par Mac Telliam, Hubert Frackowiak et Benoît Gilg, assistés de Yann Albertella
- Masterisé par Jean-Pierre Chalbos à la Source

Musiciens
- Brad Scott : contrebasse
- Yann Pechin : guitares
- Christopher Board : claviers
- Romain Metra : batterie
- Dominique Mahut : percussions

et les équipes de Production, les ingénieurs et l'administration

## Classements
| Chart  | Meilleur classement | Nombre de semaines dans le Top 50 | Certification |
| ------ | ------------------- | --------------------------------- | ------------- |
| France | 151                 | 3                                 |               |